# Liste der Monuments historiques in Drosnay
Die Liste der Monuments historiques in Drosnay führt die Monuments historiques in der französischen Gemeinde Drosnay auf.

## Liste der Immobilien
| Bezeichnung                    | Beschreibung                                     | Standort              | Kennzeichnung | Schutzstatus | Datum | Bild           |
| ------------------------------ | ------------------------------------------------ | --------------------- | ------------- | ------------ | ----- | -------------- |
| Kirche Assomption-de-la-Vierge | in der ersten Hälfte des 17. Jahrhunderts erbaut | Rue du Château (Lage) | PA00078697    | Classé       | 1982  | weitere Bilder |

## Liste der Objekte
| Bezeichnung                           | Beschreibung                                                                                                | Standort                                     | Kennzeichnung | Schutzstatus | Datum | Bild |
| ------------------------------------- | --- | -------------------------------------------- | ------------- | ------------ | ----- | ---- |
| Skulptur Maria Immaculata             | Holz, farbig gefasst und vergoldet, Mitte des 19. Jahrhunderts                                              | in der Kirche Assomption-de-la-Vierge (Lage) | PM51002646    | Inscrit      | 1977  |      |
| Skulpturengruppe Unterweisung Mariens | Holz, farbig gefasst und vergoldet, Mitte des 19. Jahrhunderts                                              | in der Kirche Assomption-de-la-Vierge (Lage) | PM51002644    | Inscrit      | 1977  |      |
| Kruzifix                              | Holz, farbig gefasst, 16. oder 17. Jahrhundert                                                              | in der Kirche Assomption-de-la-Vierge (Lage) | PM51002647    | Inscrit      | 1977  |      |
| Taufe-Christi-Fenster                 | aus dem zweiten Viertel des 16. Jahrhunderts                                                                | in der Kirche Assomption-de-la-Vierge (Lage) | PM51002652    | Inscrit      | 1977  |      |
| Skulptur Heiliger Joseph              | Holz, farbig gefasst und vergoldet, Mitte des 19. Jahrhunderts                                              | in der Kirche Assomption-de-la-Vierge (Lage) | PM51002645    | Inscrit      | 1977  |      |
| Kirchenbänke                          | Holz, 18. Jahrhundert                                                                                       | in der Kirche Assomption-de-la-Vierge (Lage) | PM51002650    | Inscrit      | 1977  |      |
| Wandvertäfelung des Chorraums         | Holz, zweite Hälfte des 18. Jahrhunderts                                                                    | in der Kirche Assomption-de-la-Vierge (Lage) | PM51002653    | Inscrit      | 1977  |      |
| Hauptaltar                            | Altartisch, Tabernakel und Retabel; Holz, farbig gefasst und vergoldet, bezeichnet 1667                     | in der Kirche Assomption-de-la-Vierge (Lage) | PM51002648    | Inscrit      | 1977  |      |
| Johannes-der-Täufer-Fenster           | aus dem zweiten Viertel des 16. Jahrhunderts                                                                | in der Kirche Assomption-de-la-Vierge (Lage) | PM51002651    | Inscrit      | 1977  |      |
| Rochusaltar                           | linker Seitenaltar; Altartisch, Tabernakel und Retabel; Holz, farbig gefasst und vergoldet, 18. Jahrhundert | in der Kirche Assomption-de-la-Vierge (Lage) | PM51002649    | Inscrit      | 1977  |      |